# Acacia visciflora
Acacia visciflora é uma espécie de leguminosa do gênero Acacia, pertencente à família Fabaceae.